# Daphne Jackson
Pour les articles homonymes, voir Jackson.
Daphne Frances Jackson (23 septembre 1936 - 8 février 1991) est une physicienne nucléaire britannique et activiste féministe. En 1971, elle est la première femme professeur de physique au Royaume-Uni. Après sa mort en 1991, le Daphne Jackson Trust est fondé en sa mémoire pour aider les femmes à reprendre leur carrière après l'avoir mise entre parenthèses pour raison familiale.

## Biographie
Daphne Frances Jackson naît à Peterborough, le 23 septembre 1936. Son père est opérateur de machine-outil et sa mère designer textile avant son mariage. Jackson étudie au lycée local, la Peterborough County Grammar School for Girls puis à l'Imperial College de Londres, d'où elle sort diplômée en physique en 1958. Elle est l'une des deux seules étudiantes du cours aux côtés de 88 hommes.
Jackson intègre l'Université de Surrey pour étudier la physique nucléaire sur invitation de Lewis Elton, lorsqu'il devient chef du département de physique du Battersea College of Advanced Technology. Elle devient conférencière et obtient son doctorat en 1962.
En 1971, lorsqu'elle est nommée par l'Université de Surrey à l'âge de 34 ans, Jackson devient la première femme britannique professeur de physique. Elle sera finalement nommée doyenne de l'université et occupe plusieurs sièges dans diverses institutions. Elle a un poste de direction au Bureau météorologique, est présidente de la Société des Femmes Ingénieurs et vice-présidente de l'Institut de physique, après avoir été sa plus jeune boursière.
Jackson fait campagne pour les droits des femmes. Elle est contrariée de voir que des femmes talentueuses ne peuvent reprendre leur carrière après l'avoir mise entre parenthèses pour leurs enfants ou pour suivre leur mari. En 1985, elle conçoit un programme pour aider ces femmes en leur permettant de travailler pendant deux ans et ainsi se réadapter à leur discipline. Elle explique : « Imaginez une société qui permettrait à Marie Curie d'empiler des étagères dans un supermarché simplement parce qu'elle a interrompu sa carrière pour des raisons familiales ».
Jakson est atteinte d'un cancer - maladie qu'elle aidait à combattre par son travail à l'Institut de recherche sur le cancer et au Royal Marsden Hospital. Elle publie 55 articles sur l'utilisation de la physique nucléaire en médecine. Elle est nommée Chevalier de l'Ordre de l'Empire Britannique en 1987. Jackson décède du cancer à Guildford en 1991.

## Héritage
Le Daphne Jackson Trust est fondé en 1992 afin d'aider des personnes à reprendre une carrière dans les domaines de la science, des technologies, de l'ingénierie et des mathématiques après l'avoir interrompue pour des raisons familiales ou de santé.
La médaille et le prix Daphne Jackson, créés en 2016 en son honneur, sont décernés par l'Institut de physique « pour leurs contributions exceptionnelles en début de carrière à l'enseignement de la physique et à l'élargissement de sa participation ».